# Mademoiselle de La Ferté
Mademoiselle de La Ferté est un roman de l'écrivain Pierre Benoit paru en 1923. Il s'agit d'une des œuvres les plus connues du romancier.

## Résumé
Le roman relate l'amitié ambiguë entre deux femmes, Anne de La Ferté et Galswinthe de Saint-Selve. Galswinthe, d'un caractère plutôt insouciant, a épousé Jacques de Saint-Selve, l'homme qui était destiné à Anne qui, du coup, dure et fière, s'est résignée à vivre en célibataire sur ses terres dans les Landes. Veuve et malade, Galswinthe revient vivre dans les Landes où, étrangement, Anne, en vient à s'occuper d'elle. Curiosité, amitié trouble, ou froide vengeance, plusieurs interprétations de la relation entre les deux femmes sont possibles.
Le succès du roman tient à la fois de la description de la vie rurale dans la région de Dax (Landes), où Pierre Benoit a des racines et quelques souvenirs d'enfance, et au mystère de la relation entre les deux femmes à une époque où le lecteur cherchait surtout le non-dit dans les romans.

## Autour du roman
Pour les personnages de la famille et les décors, Pierre Benoit s'est largement inspiré de sa propre histoire familiale. La demeure que possédaient ses grands-parents à St-Paul-lès-Dax, Les Platanes ainsi servi de décor pour La Pelouse, nom de la maison de Galswinthe dans le roman. C'est plus récemment que la maison familiale de Pierre Benoit à Saint-Paul-les-Dax, propriété du groupe Gascogne et devenue un musée, a été à son tour rebaptisée La Pelouse en souvenir du roman.

## Adaptations

### Au cinéma
- 1949 : Mademoiselle de La Ferté, film français réalisé par Roger Dallier et Georges Lacombe

### À la télévision
- 1965 : Mademoiselle de La Ferté, téléfilm français réalisé par Gilbert Pineau